# Natrix natrix
Vous lisez un « article de qualité » labellisé en 2012.
Pour les articles homonymes, voir Couleuvre à collier.
Couleuvre à collier
Espèce
Synonymes
- Coluber natrix Linnaeus, 1758
- Natrix vulgaris Laurenti, 1768
- Coluber scutatus Pallas, 1771
- Coluber helveticus Lacépède, 1789
- Coluber torquatus Lacépède, 1789
- Coluber persa Pallas, 1814
- Coluber siculus Cuvier, 1829
- Tropidonotus ater Eichwald, 1831
- Natrix cetti Gené, 1838
- Natrix megalocephala Orlov & Tuniyev, 1987

Statut de conservation UICN

 LC  : Préoccupation mineure

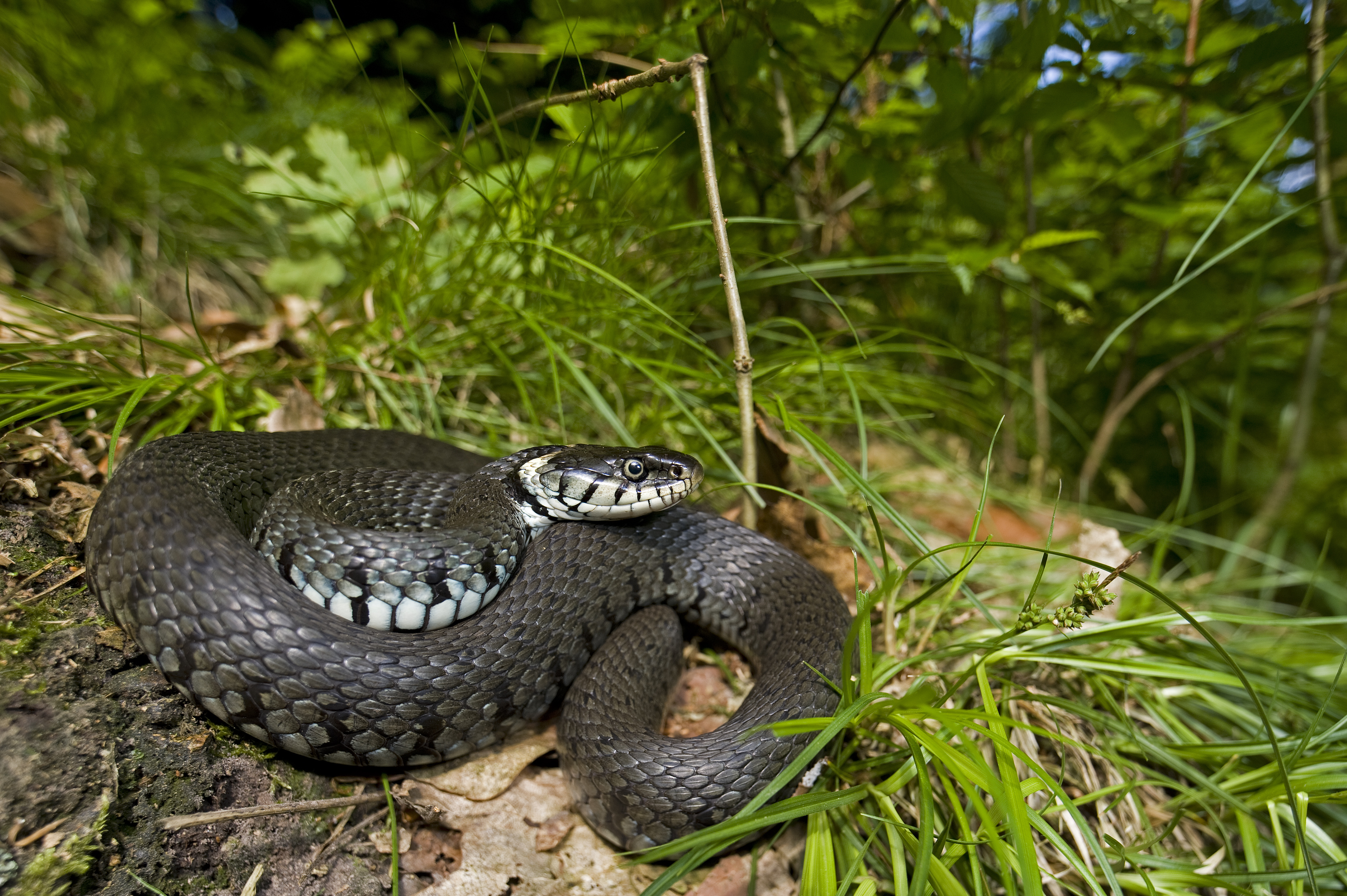
En 2017, il est proposé de traiter Natrix helvetica (couleuvre helvétique) comme une espèce à part entière distincte de Natrix natrix,.

Non venimeuse et inoffensive pour l'Homme, la couleuvre à collier (Natrix natrix), à différencier désormais de la couleuvre helvétique (Natrix helvetica) et de la Couleuvre à œil rouge (Natrix astreptophora), est une espèce de serpents de la famille des Natricidae, qui vit au-delà du Rhin et en Europe du Nord. Elle peut arborer des couleurs allant du gris au noir, en passant par le brun et le verdâtre, mais elle est généralement reconnaissable au motif clair qu'elle porte sur la nuque et qui lui a valu son nom vernaculaire. Sa taille varie de 65 cm à plus de 1,40 m, les femelles étant plus grandes que les mâles.
Ce serpent est largement répandu en Europe ainsi qu'en Afrique du Nord et au Moyen-Orient. Il vit généralement non loin des cours et plans d'eau, où il trouve les amphibiens dont il se nourrit principalement. Il peut également chasser des poissons ou des micromammifères. Il peut se déplacer rapidement et avec aisance, aussi bien sur la terre ferme que dans l'eau. L'espèce est ovipare et a une espérance de vie d'environ 25 à 28 ans.
L'espèce compte de cinq à quinze sous-espèces selon les auteurs. Sa taxinomie est en effet toujours sujette à débat bien que de récentes études génétiques permettent de préciser les liens de parenté entre les différentes populations. Au cours de l'évolution, l'espèce a divergé de son plus proche parent, la couleuvre tessellée, il y a entre 13 et 22 millions d'années.
Par le passé, de la Préhistoire à une époque très récente, la couleuvre à collier a été consommée par l'Homme. Aujourd'hui, elle n'est pas considérée comme menacée par l'Union internationale pour la conservation de la nature même si, localement, certaines sous-espèces ou populations sont en danger d'extinction. Elle fait l'objet de mesures de protection dans certains pays où elle vit, notamment en Europe, où elle est protégée par la convention de Berne.

## Description

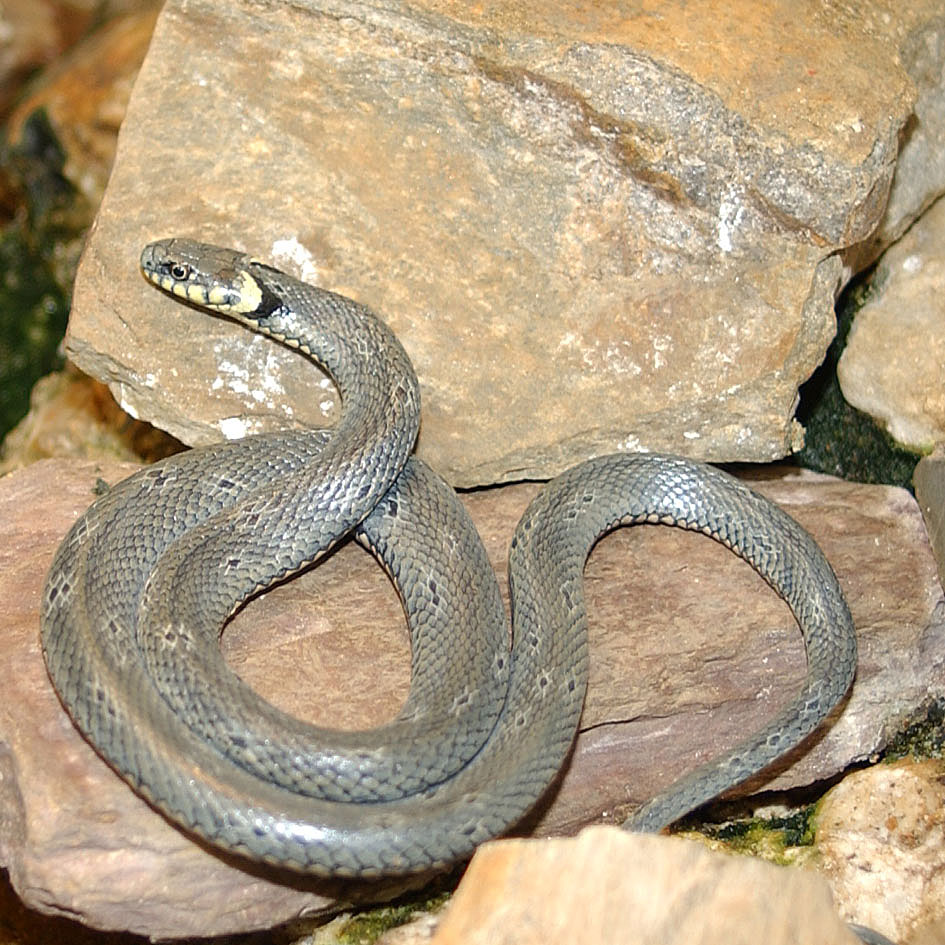
Individu adulte.

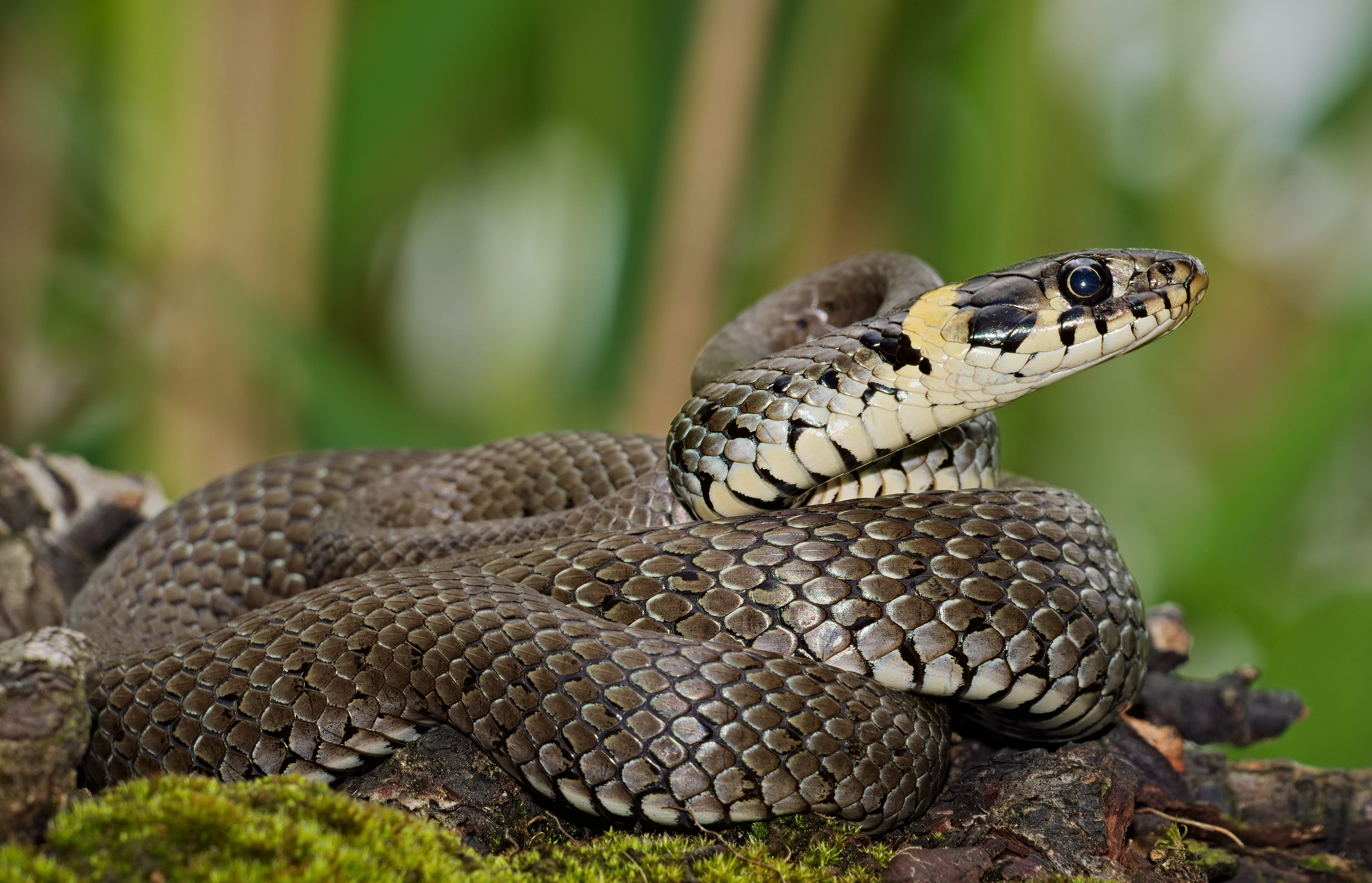
Un autre Natrix natrix dans le Brandebourg. Juillet 2017.

### Généralités

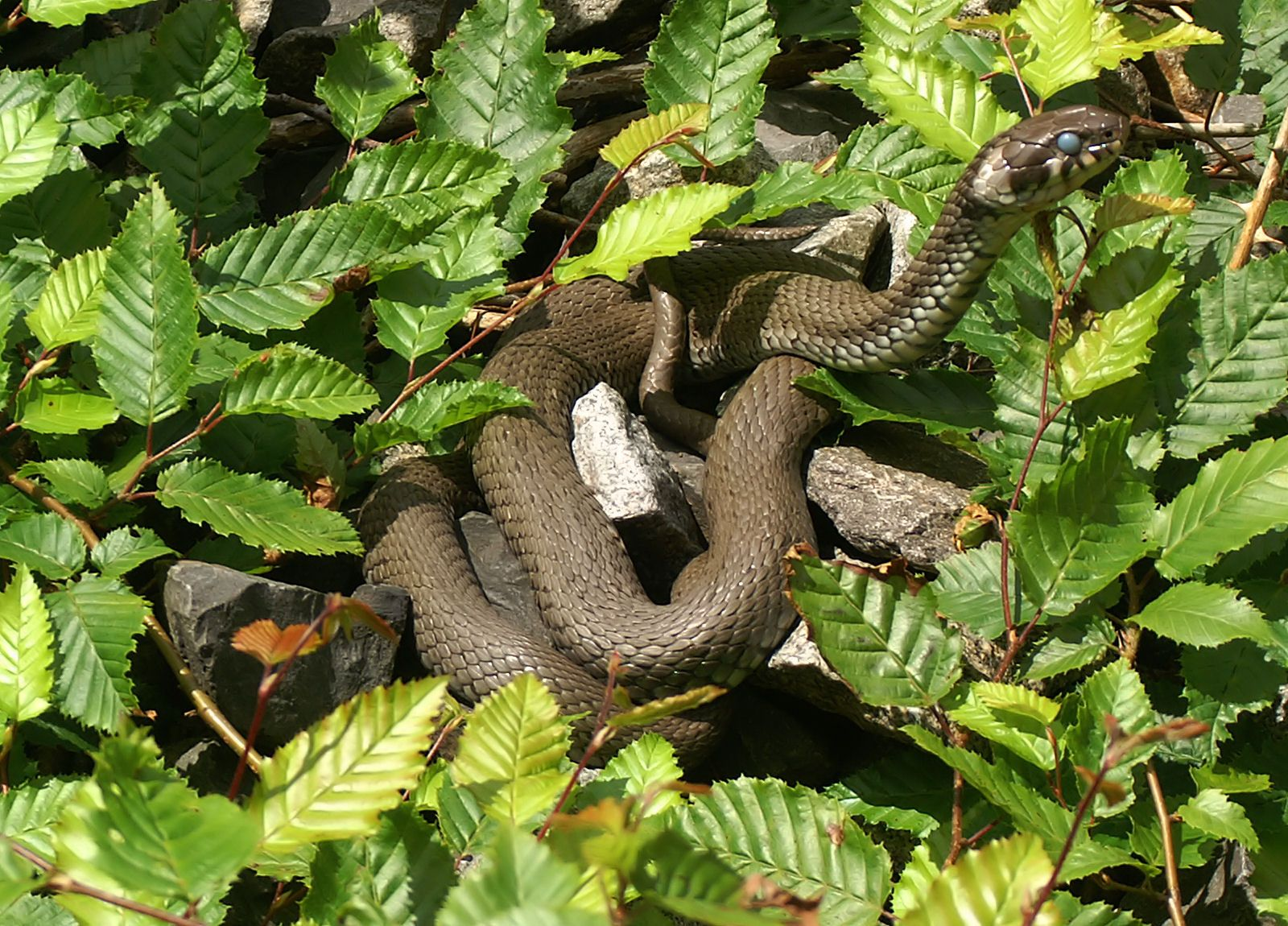
Quand un individu est sur le point de muer, son œil devient bleuté.

La couleuvre à collier est un serpent assez long, mince quand elle est jeune et au corps plutôt robuste à l'âge adulte, surtout chez les femelles. À cet âge, ces dernières mesurent généralement entre 85 cm et 1,40 m, mais elles peuvent exceptionnellement atteindre la taille de 2 mètres, tandis que les mâles ont une taille comprise entre 65 et 85 cm. La tête est large et bien distincte du corps. Les pupilles sont rondes.
La livrée est de couleur très variable : généralement grise, elle peut tendre vers le marron ou le vert,. La tête est généralement plus foncée que le corps. Cette couleuvre porte un « double collier » typique sur la nuque : jaune ou blanc, voire orange sur la partie antérieure et noir sur la partie postérieure. Ce collier peut parfois être absent, notamment chez les vieux spécimens et certaines sous-espèces. Le dos et les côtés sont parsemés de motifs noirs en forme de taches arrondies ou de barres qui peuvent également s'estomper avec l'âge. La face ventrale est blanchâtre ou grise, avec un damier de taches noires. Ce damier est généralement unique et constitue donc un critère de reconnaissance des individus. Certains d'entre eux peuvent être totalement mélaniques, c'est-à-dire entièrement noirs, mais en fréquences variables : ces cas sont, par exemple, très rares en Grande-Bretagne.
Les écailles dorsales ne sont pas très fortement carénées et les carènes peuvent même être absentes sur la queue. Cette couleuvre présente au niveau de la tête une écaille temporale, une écaille pré-oculaire et trois écailles post-oculaires. Les écailles internasales sont larges et rectangulaires. Elle possède également sept écailles labiales supérieures bordées de barres verticales noires et dont les troisième et quatrième touchent l'œil. À mi-corps, les écailles dorsales sont disposées en dix-neuf rangées. L'écaille anale est divisée en deux.
| Un serpent est sur le dos, laissant apparaître un motif ventral noir et blanc. | Un spécimen entièrement noir se déplace sur des rochers | Superposition des écailles de trois serpents différents : en haut et au milieu, les écailles présentent une carène (excroissance en forme de ligne) bien visible, en bas, les écailles sont lisses | Tête en gros plan d'une couleuvre à collier. Des écailles ont été colorées artificiellement afin de les faire ressortir.                                       |
| Damier ventral d'un jeune individu.                                            | Individu adulte atteint de mélanisme.                   | Comparaison des écailles de Natrix natrix (en haut, écailles carénées), Vipera berus (au milieu, écailles carénées) et Coronella austriaca (en bas, écailles lisses non carénées).                 | Détail de la tête de Natrix natrix avec, en couleur, l'écaille temporale (en rouge), les écailles post-oculaires (en vert) et l'écaille préoculaire (en bleu). |

### Espèces ressemblantes et confusions possibles
Natrix natrix peut éventuellement être confondue avec les autres espèces du genre Natrix qui vivent dans les mêmes biotopes et dont les aires de répartition se recoupent. Néanmoins, il est possible de les différencier en observant les nombres d'écailles préoculaires et post-oculaires :
| Espèce                                  | Nombre d'écailles labiales supérieures | Nombre d'écailles préoculaires | Nombre d'écailles post-oculaires | Répartition                                   | Image               |
| --------------------------------------- | -------------------------------------- | ------------------------------ | -------------------------------- | --------------------------------------------- | ------------------- |
| Couleuvre à collier (Natrix natrix)     | 7 (la 3e et la 4e touchent l'œil)      | 1                              | 2-4, exceptionnellement 1        | Aire de répartition de la Couleuvre à collier | Couleuvre à collier |
| Couleuvre tessellée (Natrix tessellata) | 8 (la 4e et la 5e touchent l'œil)      | 2                              | 3-4, voire 5 ou 6                | Aire de répartition de la Couleuvre tessellée | Couleuvre tessellée |
| Couleuvre vipérine (Natrix maura)       | 7 (la 3e et la 4e touchent l'œil)      | 2, exceptionnellement 1        | 2, exceptionnellement 3          | Aire de répartition de la Couleuvre vipérine  | Couleuvre vipérine  |

Les chances de confondre les couleuvres à collier adultes avec d'autres serpents sont toutefois assez minces, même si de grosses femelles ont pu donner naissance au mythe des « vipères géantes ». Les jeunes peuvent parfois être confondus avec de jeunes couleuvres d'Esculape, du fait des taches jaunes qui ornent chaque côté de leur cou, ou de jeunes couleuvres vertes et jaunes. Néanmoins, ces deux espèces diffèrent de Natrix natrix, car leurs écailles dorsales et latérales ne sont pas carénées.
| Jeune couleuvre à collier. | Jeune couleuvre d'Esculape. | Jeune couleuvre verte et jaune. |
| -------------------------- | --------------------------- | ------------------------------- |
| Jeune couleuvre à collier. | Jeune couleuvre d'Esculape. | Jeune couleuvre verte et jaune. |

## Éthologie et biologie

### Généralités
La couleuvre à collier est, dans la plus grande partie de son aire de distribution, inféodée aux milieux humides et se rencontre près de l'eau. En Europe du Nord, elle se rencontre davantage en plaine et peut même être vue en forêt ou dans des prairies sèches. Elle a principalement des mœurs diurnes même s'il lui arrive de sortir la nuit, notamment pour chasser (la population sarde est connue pour être nocturne). C'est un serpent actif qui peut se déplacer rapidement, aussi bien sur la terre ferme qu'à la surface de l'eau. Elle peut rester en apnée jusqu'à trente minutes sous l'eau,. Son aire vitale varie de 0,5 hectare à plusieurs dizaines d'hectares. Son espérance de vie est d'environ 25 à 28 ans.
Comme d'autres couleuvres aux mœurs aquatiques, il peut lui arriver de muer dans l'eau. À l'âge adulte, les mâles muent environ deux fois par an, contre une fois par an chez les femelles.

### Alimentation

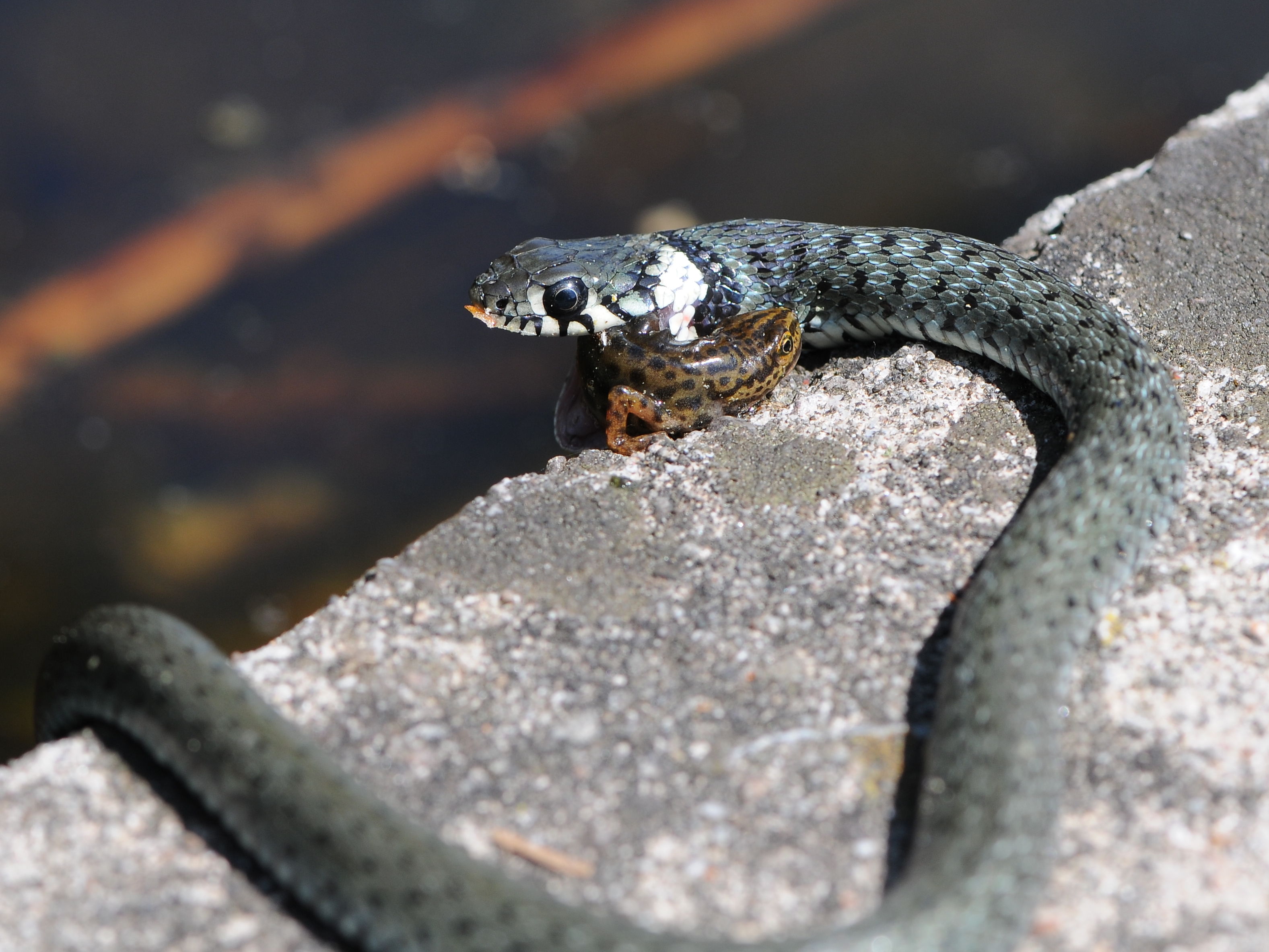
Natrix natrix en train de manger un Lissotriton vulgaris.

La couleuvre à collier se nourrit presque exclusivement d'amphibiens, notamment de grenouilles, crapauds, rainettes et tritons, plus rarement de salamandres. En ce qui concerne les crapauds, elle semble les chasser là où ils représentent la proie la plus abondante, mais les évite si ce n'est pas le cas, sans doute à cause des toxines que produisent les crapauds du genre Bufo pour se défendre. Dans une moindre mesure, la couleuvre à collier peut également se nourrir de micromammifères (campagnols, mulots, musaraignes) et de poissons (principalement des poissons d'eau douce, même si elle peut exceptionnellement se nourrir de poissons d'eau salée ou saumâtre). De rares cas d'ophiophagie ont également été recensés en conditions de captivité (une couleuvre à collier ayant ingéré une vipère aspic qui était conservée dans le même terrarium). Les jeunes se nourrissent de têtards, petits poissons et invertébrés. D'une manière générale, il existe une corrélation positive entre la taille des couleuvres à collier et celle de leurs proies, la masse moyenne de nourriture absorbée par jour correspondant à 1,6 à 2,3 % de la masse du serpent. La durée entre deux captures de grosses proies est d'environ 20 jours chez les individus adultes entre mai et septembre (hors de la période de gestation pour les femelles).
La couleuvre à collier est une chasseuse qui recherche activement ses proies dans la végétation le long des berges ou dans l'eau, étant une bonne nageuse,. Lorsqu'une proie est débusquée, elle lui donne la chasse et la rattrape généralement quelques dizaines de centimètres plus loin. Elle peut chasser en journée ou la nuit, notamment pendant la période de reproduction des amphibiens. Lorsqu'elle chasse sur la terre ferme, elle se sert principalement de sa vue, tandis que lors de ses chasses aquatiques, ses sens chimiques (olfaction, gustation et vomérolfaction) sont prédominants. La nuit, il semble que les couleuvres à collier soient capables de suivre les ondes émises à la surface de l'eau par les mâles amphibiens lorsqu'ils chantent.
Natrix natrix est aglyphe et n'est pas venimeuse. Elle avale ses proies vivantes, sans les étouffer. Elle est capable d'avaler des proies plus grandes que sa tête, ses mâchoires pouvant fortement s'écarter lors de la déglutition. Pour ce faire, notamment lorsqu'elle mange une grenouille, il peut lui arriver de la retourner afin de l'avaler par la tête. Par ailleurs, la couleuvre à collier n'a pas de comportement charognard.

### Cycle de vie et reproduction
Les couleuvres à collier hivernent et s'accouplent peu après leur réveil en avril ou en mai, voire en juin. La spermatogenèse a lieu de fin mars à mai tandis que l'ovulation a lieu en mai ou juin. Des rassemblements prénuptiaux regroupant de nombreux individus (parfois plus d'une dizaine) ont lieu. Les mâles, non agressifs entre eux, y sont plus nombreux que les femelles et développent une parade nuptiale visant à attirer les femelles afin de s'accoupler avec elles. Généralement, ce sont les plus gros qui parviennent à s'accoupler. L'accouplement dure plusieurs heures. Un second accouplement arrive parfois à l'automne au sud de l'aire de répartition.
Durant la gestation, la femelle s'alimente moins régulièrement (capture d'une grosse proie tous les 45 jours environ, contre 20 jours le reste du temps). Deux à plus de cinquante œufs (selon la taille de la femelle), qui vont enfler de 20 à 40 mm, sont pondus en juin-juillet et éclosent 4 à 8 semaines après la ponte, selon les conditions d'humidité et de température,. Les œufs sont collés entre eux. La végétation en putréfaction (par exemple, les tas de compost) fait partie des lieux de ponte préférés puisqu'elle apporte chaleur et humidité. À défaut, la femelle peut pondre dans des terriers de mammifères, sous des pierres ou du bois mort. Lorsque les sites de ponte potentiels sont rares, plusieurs femelles peuvent pondre sur le même site et le réutiliser d'une année sur l'autre ; ainsi, plusieurs milliers d'œufs peuvent se retrouver au même endroit, ce qui entraîne, au moment des éclosions, une prolifération locale de couleuvreaux le temps qu'ils se dispersent. La ponte peut même avoir lieu au même endroit que les pontes d'autres espèces comme la couleuvre vipérine, la couleuvre tessellée ou la couleuvre d'Esculape. À l'éclosion, les jeunes ressemblent aux adultes et ont une longueur de 15 à 20 cm environ ; ils sont tout de suite indépendants.
La maturité sexuelle arrive vers trois ans pour les mâles (ce qui correspond à une taille d'environ 40 à 50 cm) et vers cinq ans pour les femelles (soit environ 60 cm).
| Quatre serpents sont entremêlés : trois petits (les mâles) qui tentent de s'accoupler avec la femelle (de plus grande taille).                                                   | Spécimen plus robuste : une femelle gestante. | Une grosse dizaine d'œufs blancs est posée sur du compost. | Un petit serpent sombre est lové. |
| Rassemblement prénuptial : trois mâles tentent de s'accoupler avec une femelle. Le dimorphisme sexuel inversé est ici flagrant, la femelle étant bien plus grosse que les mâles. | Femelle mélanique gestante.                   | Œufs de Natrix natrix sur du compost.                      | Individu juvénile.                |

### Interactions avec d'autres espèces

#### Concurrence et cohabitation
Dans certains milieux, notamment en Grande-Bretagne, on observe que Natrix natrix et Vipera berus cohabitent assez facilement, la première se nourrissant principalement d'amphibiens et de poissons et la seconde de lézards et de mammifères. En cas de cohabitation avec la couleuvre tessellée, qui a également une alimentation essentiellement composée de poissons et d'amphibiens, Natrix natrix a tendance à chasser en priorité des amphibiens éloignés des points d'eau, tandis que Natrix tessellata tend à se nourrir principalement de poissons.
Parmi les autres espèces sympatriques de la couleuvre à collier, on peut noter la coronelle lisse et la couleuvre vipérine, cette dernière semblant parfois se répandre au détriment de Natrix natrix.

#### Parasites
Plusieurs parasites ont déjà été observés chez Natrix natrix, notamment des :
- digènes comme Astiotrema monticelli, Encyclometra colubrimurorum, Macrodera longicollis, Paralepoderma cloacicola et Telorchis assula ;
- cestodes comme Ophiotaenia europaea et Spirometra erinaceieuropaei ;
- nématodes comme Rhabdias fuscovenosa et Eustrongylides excisus[29].

### Prédateurs

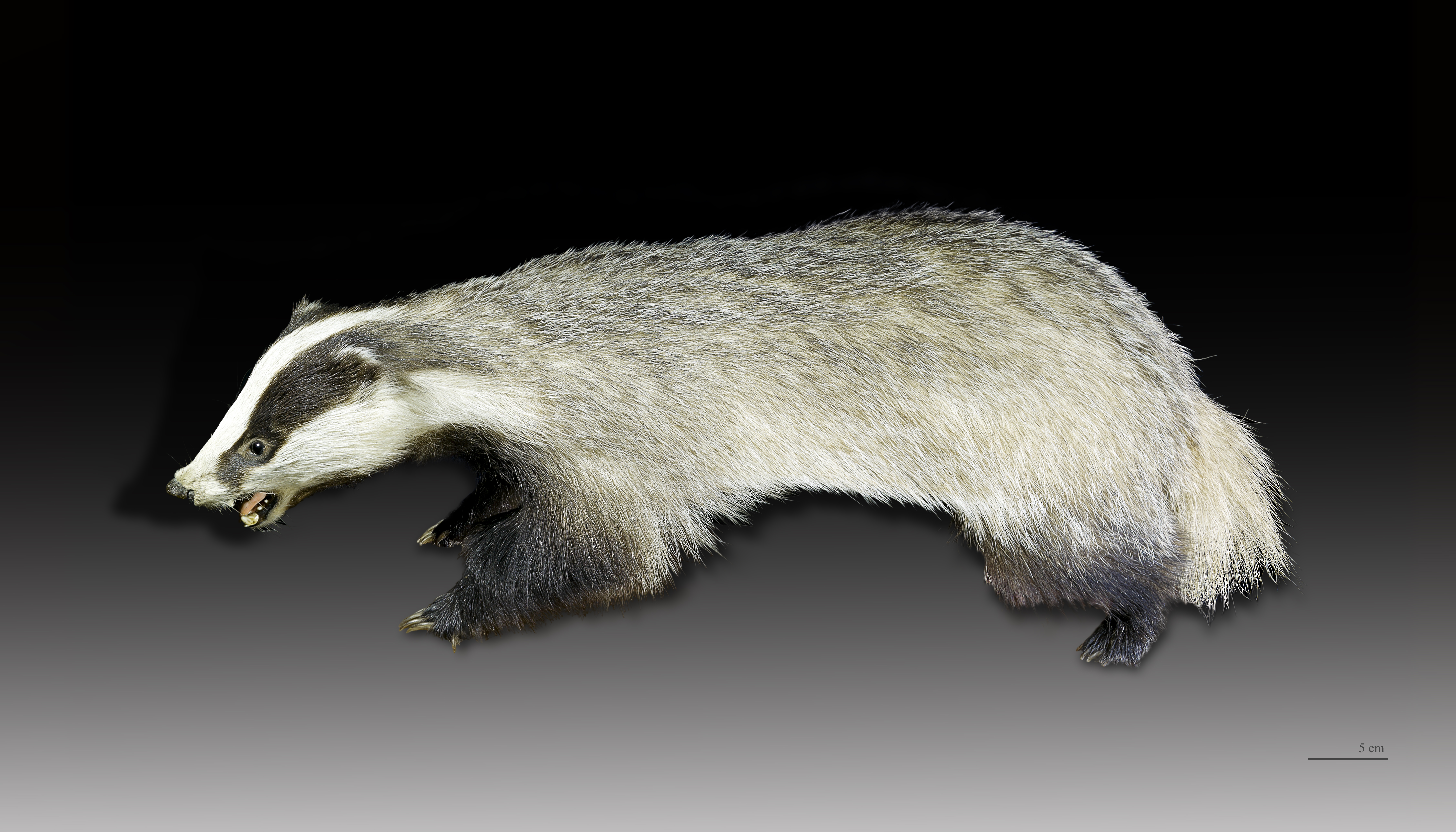
Le blaireau européen peut se nourrir de couleuvres à collier.

Parmi les prédateurs naturels de la couleuvre à collier se trouvent divers oiseaux (hérons, Grèbe huppé, Circaète Jean-le-Blanc, buses, Milan noir…), des mammifères carnivores (blaireau, loutre, fouine, chat domestique…), d'autres serpents (couleuvre de Montpellier et coronelles) et même, en ce qui concerne les plus jeunes individus, des amphibiens comme Pelophylax sp. ou des poissons comme les truites.

### Défense

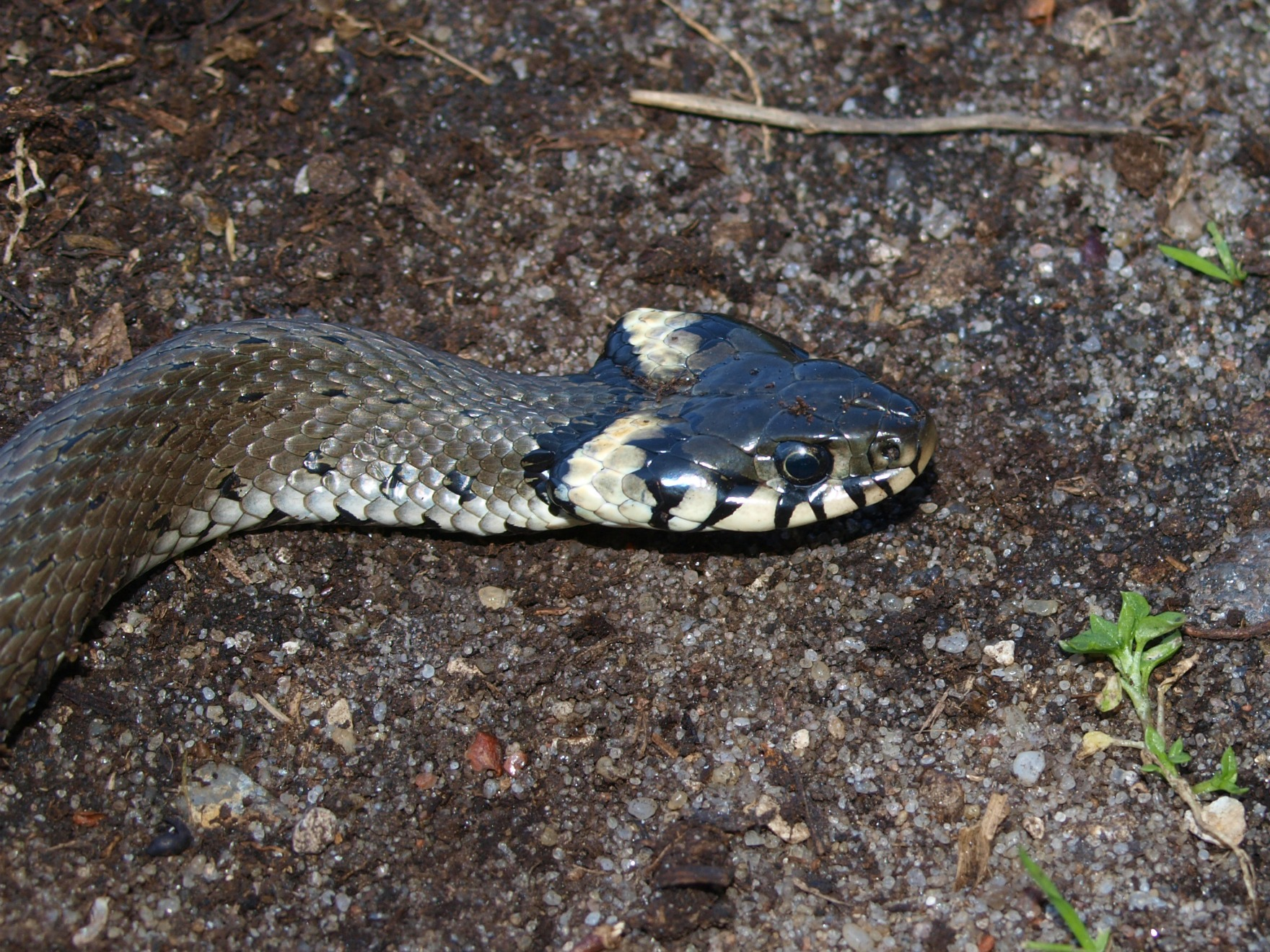
Natrix natrix natrix élargissant sa tête, ce qui la fait ressembler à une vipère.

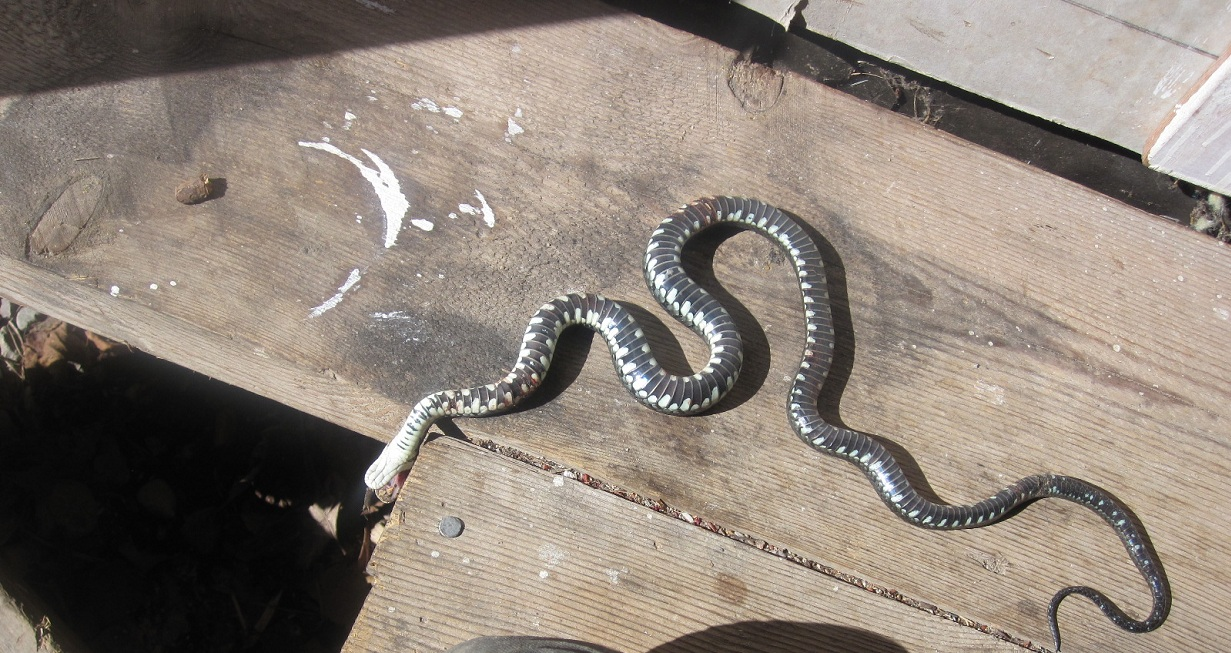
Couleuvre à collier simulant la mort.

Lorsque la couleuvre à collier est dérangée, elle peut montrer un ou plusieurs comportements de défense. Tout d'abord, elle peut tenter d'intimider l'intrus en s'aplatissant sur le sol pour paraître plus imposante et en élargissant sa tête, qui adopte ainsi une forme triangulaire comme celle des vipères qui, elles, sont venimeuses. Si cela ne suffit pas, elle a tendance à fuir en nageant à grande vitesse à la surface de l'eau. Sinon, elle peut siffler fortement et frapper avec le museau sans ouvrir la gueule. Il est extrêmement rare qu'elle se défende en mordant. Si elle est saisie, elle s'enroule autour de son agresseur et sécrète une forte odeur en déversant le contenu malodorant de ses glandes cloacales (ce qui fait croire aux prédateurs non charognards qu'elle est morte et pourrie, donc immangeable), liquide blanchâtre à l'origine de la légende des couleuvres qui tètent le lait. Elle peut également simuler la mort en se retournant sur le dos et en restant immobile, montrant ses plaques ventrales, la bouche ouverte et la langue pendante,. Après quelques minutes, si le calme est revenu, elle reprend son activité. Ce comportement est utile pour éloigner les prédateurs non charognards.

## Répartition géographique

### Aire de répartition

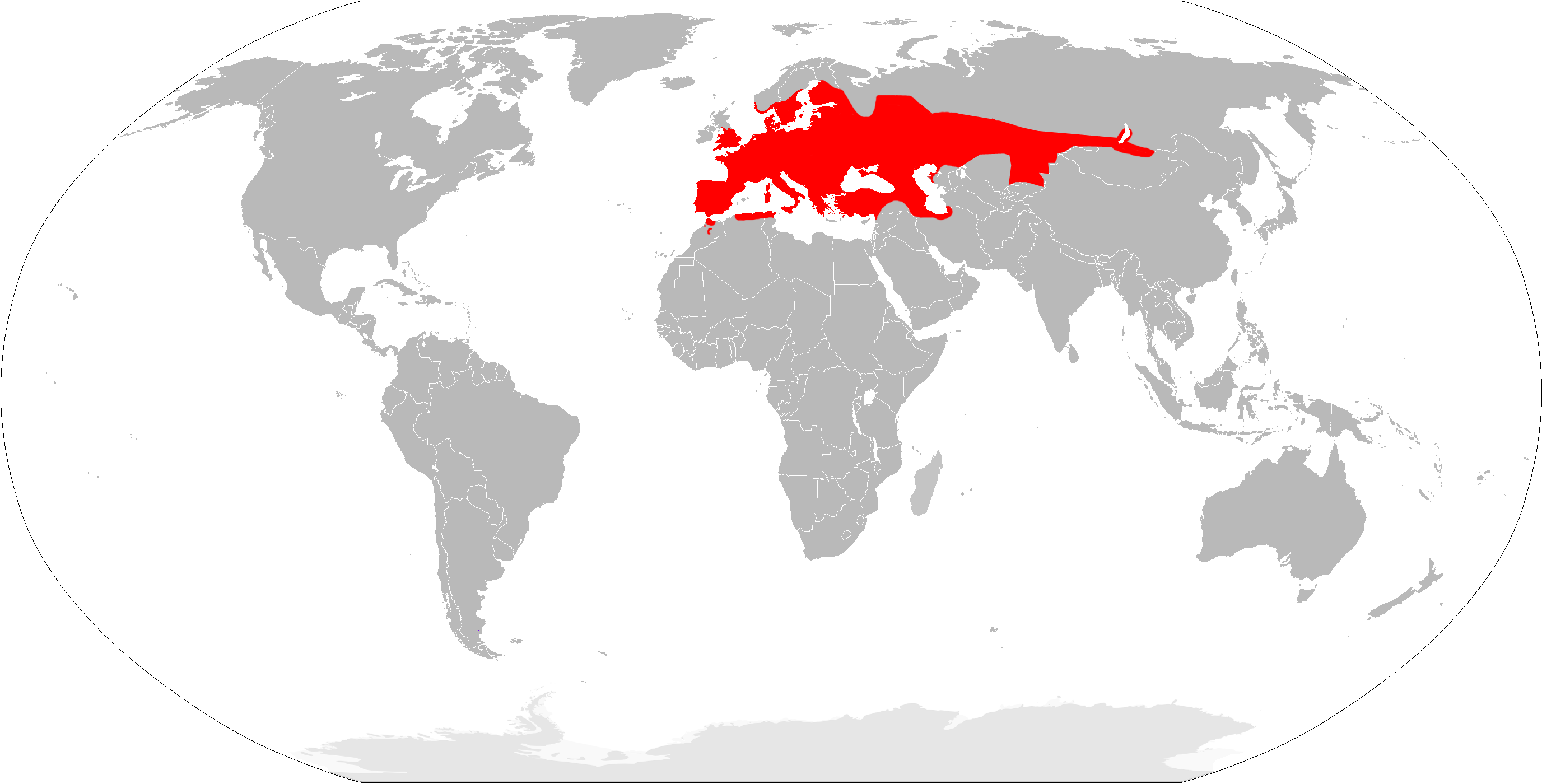
Aire de répartition de la couleuvre à collier.

Cette espèce se rencontre de l'Europe jusqu'en Mongolie ainsi qu'en Afrique du Nord et dans quelques pays du Moyen-Orient. Ainsi, on peut trouver Natrix natrix en Albanie, Algérie, Allemagne, Arménie, Autriche, Azerbaïdjan, Belgique, Biélorussie, Bosnie-Herzégovine, Bulgarie, Chine (Xinjing), Croatie, Espagne, Estonie, Finlande, France (dont la Corse), Géorgie, Grèce, Hongrie, Iran, Italie (dont la Sardaigne), Lettonie, Lituanie, Macédoine, Moldavie, Mongolie, Norvège, Pologne, Roumanie, Russie, Serbie, Slovénie, Suède, Suisse, Syrie, République tchèque, Tunisie, Turquie et Ukraine, à Chypre, au Danemark, Kazakhstan, Luxembourg, Maroc, Monténégro, Pays-Bas, Portugal, Turkménistan et Royaume-Uni. C'est le serpent le plus répandu dans ces régions.
Les sous-espèces ne sont pas toutes présentes sur toute l'aire de répartition.

### Habitat

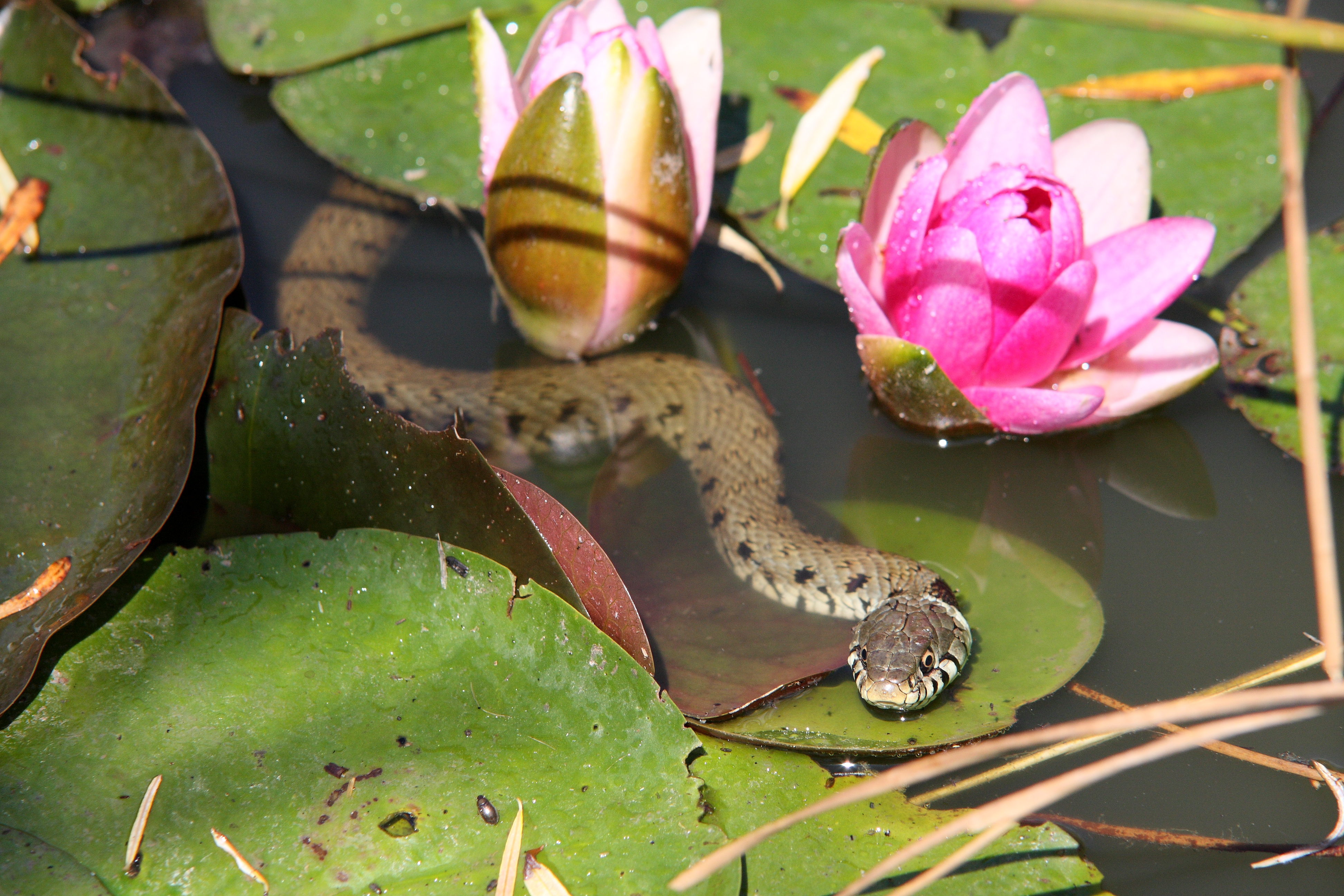
Couleuvre à collier évoluant dans une mare.

On rencontre la couleuvre à collier à des altitudes comprises entre 0 et 3 000 m approximativement,. Ce serpent est considéré comme semi-aquatique et vit généralement près des cours d'eau, même s'il a plus d'affinité pour les milieux stagnants que les eaux courantes. Néanmoins, il est moins inféodé au milieu aquatique que d'autres espèces du genre Natrix, comme la couleuvre vipérine ou la couleuvre tessellée, avec qui il partage une partie de son aire de répartition. Ainsi, même s'il fréquente principalement les sous-bois, les bords de cours d'eau et les mares, on peut en rencontrer éloignés d'un point d'eau d'une distance allant jusqu'à trois kilomètres, dans des coteaux pierreux et broussailleux, notamment lors de l'hibernation. Exceptionnellement, cette couleuvre peut quitter l'eau douce et s'aventurer en mer sur plusieurs dizaines de kilomètres. La couleuvre à collier peut également fréquenter des milieux très anthropisés comme des gravières abandonnées (qui sont souvent ensemencées en poissons par les pêcheurs) ou des milieux agricoles (y compris des paysages de monocultures). Il apparaît toutefois que l'espèce se plaît plus dans les milieux présentant une grande variété d'habitats, notamment d'écotones.

## Taxinomie et sous-espèces

### Taxinomie

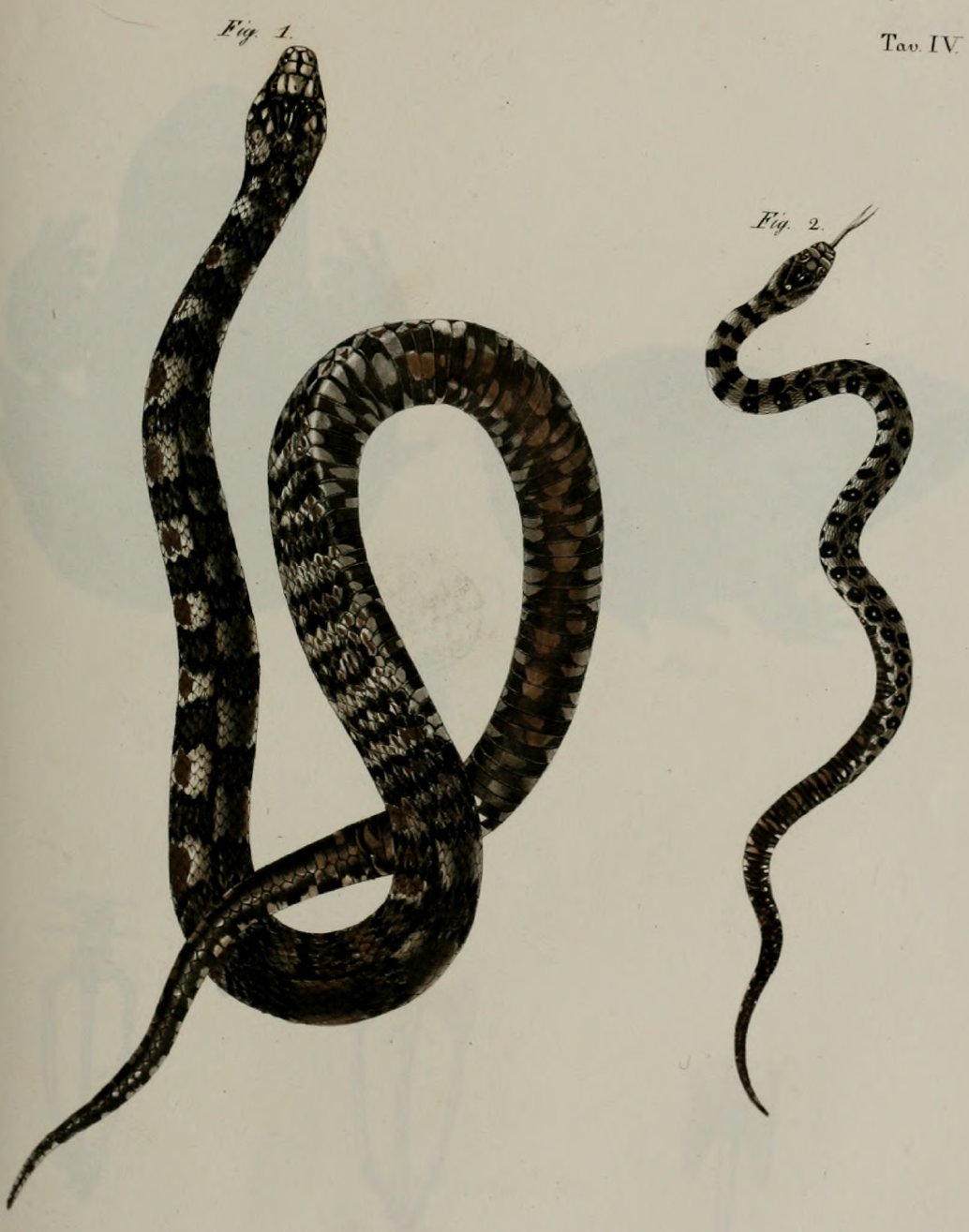
Planche issue de l'ouvrage de Josepho Gené de 1838 et représentant l'espèce Natrix natrix, alors nommée Natrix cetti

L'espèce est décrite pour la première fois par Carl von Linné en 1758 sous le nom Coluber natrix dans son œuvre majeure Systema naturæ per regna tria naturæ, secundum classes, ordines, genera, species, cum characteribus, differentiis, synonymis, locis. Elle est ensuite décrite par plusieurs autres naturalistes célèbres comme Lacépède (1789), puis pendant les XIXe (notamment le Français Cuvier en 1829) et XXe siècles (par exemple, l'Italien Lanza en 1930). Aujourd'hui, le nom binomial de l'espèce fait référence à son caractère aquatique. En effet, en latin, natrix signifie « hydre » ou « serpent d'eau ».
Natrix natrix est l'espèce type du genre Natrix.

### Synonymes
Selon Reptarium Reptile Database (10 août 2013), le taxon Natrix natrix a plusieurs synonymes :
- Coluber Natrix Linnaeus, 1758 (protonyme)
- Tropidonotus natrix (Linnaeus, 1758)
- Natrix vulgaris Laurenti, 1768
- Coluber scutatus Pallas, 1771
- Coluber torquatus Lacépède, 1789
- Coluber persa Pallas, 1814
- Tropidonotus ater Eichwald, 1831
- Tropidonotus natrix var. bilineata Peracca, 1890
- Natrix megalocephala Orlov & Tuniyev, 1987

### Noms vernaculaires
Natrix natrix porte de nombreux noms vernaculaires qui varient selon les régions. Néanmoins, ces noms font presque tous référence soit au caractère aquatique de l'espèce, soit à son « collier » caractéristique. Ainsi, on l'appelle en français « couleuvre à collier », « couleuvre helvétique » (pour Natrix helvetica), « serpent nageur », « anguille de haie » ou « serpent d'eau », en anglais grass snake (« serpent des herbes »), ringed snake (« serpent annelé »), collared snake (« serpent à collier ») ou water snake (« serpent d'eau »), en italien biscia dal collare ou natrice dal collare (« serpent à collier »), en espagnol culebra de collar (« couleuvre à collier »), en allemand Ringelnatter (« serpent annelé ») et en néerlandais ringslang (« serpent annelé »).

### Classification phylogénétique
Au sein du genre Natrix, d'après des études génétiques portant sur l'ADN mitochondrial des trois espèces du genre généralement reconnues, il apparaît que Natrix natrix est phylogéniquement plus proche de Natrix tessellata que de Natrix maura. Dans le cladogramme ci-dessous, l'extra-groupe choisi est le Natricidae Nerodia fasciata.
- - 
    - Nerodia fasciata
    - 
      - Natrix maura
      - 
        - Natrix tessellata
        - Natrix natrix

Il semble par ailleurs que les lignées des deux espèces N. natrix et N. tessellata ont divergé il y a entre 13 et 22 millions d'années. N. natrix serait la descendante directe de l'espèce Natrix longivertebrata qui a vécu au Miocène et au Pliocène en Pologne, Hongrie et Moldavie et qui est aujourd'hui éteinte. Les plus vieux fossiles de couleuvres à colliers retrouvés proviennent de Pologne et sont datés d'environ 3,2 à 4,9 millions d'années (Pliocène).

### Sous-espèces
Selon Reptarium Reptile Database (10 mai 2020), l'espèce Natrix natrix comporte 9 sous-espèces :
| Sous-espèce                                    | Particularités | Distribution                                                                                                 | Image                         |
| ---------------------------------------------- | --- | --- | ----------------------------- |
| Natrix natrix calabra Vanni & Lanza, 1983      | | Calabre |                               |
| Natrix natrix cypriaca (Hecht, 1930)           | Le « collier » blanc est absent. | Chypre |                               |
| Natrix natrix fusca Cattaneo, 1990             | Généralement, trois à quatre rangées de taches foncées sont présentes sur le dos.                                                                                          | Île de Kéa (Grèce)                                                                                           |                               |
| Natrix natrix gotlandica Nilson & Andrén, 1981 | Presque la moitié de la population est mélanique. L'autre moitié présente un « collier » jaune ou orange bien marqué,. La sous-espèce est assez petite.                    | Île de Gotland (Suède)                                                                                       |                               |
| Natrix natrix natrix (Linnaeus, 1758)          | Cette sous-espèce a une allure svelte ; les barres dorsales sont très réduites (elles se limitent à quelques points noirs qui sont accompagnés de quelques points jaunes). | Allemagne (est du Rhin), est de la Suisse, Europe centrale, Europe de l'Est, Scandinavie, Finlande et Crimée | Natrix n. natrix              |
| Natrix natrix persa (Pallas, 1814)             | La queue est longue et la tête étroite. Il y a généralement deux bandes claires qui courent le long du dos.                                                                | Balkans, notamment Bulgarie, Grèce (îles de Lesbos et Rhodes), Turquie, Nord de l'Iran et Syrie              | Natrix n. persa               |
| Natrix natrix schweizeri Müller, 1932          | La sous-espèce a une allure massive et le « collier » clair est souvent absent. La coloration du dos est gris argenté.                                                     | Îles de Milos, Kimolos et Polyaigos (Grèce)                                                                  | Natrix n. schweizeri juvénile |
| Natrix natrix scutata (Pallas, 1771)           | | Caucase et Russie, à l'ouest du Dniepr                                                                       |                               |
| Natrix natrix syriaca (Hecht, 1930)            | | |                               |

Anciennes sous-espèces élevées au rang d'espèce :
| Sous-espèce                                | Espèce               | Particularités | Distribution | Image                                                     |
| ------------------------------------------ | -------------------- | --- | --- | --------------------------------------------------------- |
| Natrix natrix astreptophora (Séoane, 1884) | Natrix astreptophora | À l'âge adulte, les individus n'ont pas de « collier ». L'œil est rouge vif tandis que la tête est grise, voire bleutée. Les adultes sont assez massifs et ont les yeux souvent rouge sang. | Maroc, Espagne, Portugal et Sud de la France (Pyrénées-Orientales et Aude) | Natrix n. astreptophora en train de manger une grenouille |
| Natrix natrix helvetica (Lacépède, 1789)   | Natrix helvetica     | Le « collier » est très marqué, aussi bien chez les jeunes que chez les adultes. Les barres transversales dorsales sont elles aussi bien visibles.                                          | France (sauf Aude et Pyrénées-Orientales), ouest de la Suisse, Belgique, Luxembourg, Allemagne (ouest du Rhin), Angleterre, Pays de Galles, Pays-Bas, nord de l'Italie et Istrie | Natrix n. helvetica                                       |

Autres sous-espèces, non reconnues par Reptarium Reptile Database (10 mai 2020) :
| Sous-espèce                          | Particularités | Distribution              | Image            |
| ------------------------------------ | --- | ------------------------- | ---------------- |
| Natrix natrix algirus Sochurek, 1979 | | Maroc, Algérie et Tunisie |                  |
| Natrix natrix cetti Gené, 1838       | Cette sous-espèce semble avoir des mœurs plus nocturnes que diurnes et est plus petite que les sous-espèces continentales. De larges barres foncées sont présentes sur les flancs jusqu'au milieu du dos. | Sardaigne                 |                  |
| Natrix natrix corsa (Hecht, 1930)    | Les jointures des écailles de la tête sont noires, le « collier » est peu marqué et les barres transversales forment des anneaux bien visibles. L'œil est gris clair.                                     | Corse                     |                  |
| Natrix natrix lanzai Kramer, 1970    | Le « collier » est pâle, voire absent chez les vieilles femelles. | Italie                    | Natrix n. lanzai |
| Natrix natrix sicula (Cuvier, 1829)  | D'allure massive et sans « collier », cette sous-espèce a le museau orangé. | Sicile                    |                  |

La plupart des sous-espèces semblent être apparues à la faveur de frontières physiques : mers (pour toutes les sous-espèces insulaires comme N. n. gotlandica, N. n. schweizeri, N. n. corsa...), montagnes... Néanmoins, le nombre de sous-espèces est sujet à débat dans la communauté scientifique. En effet, des études génétiques remettent parfois en cause le statut de certaines sous-espèces. Ainsi, bien que la plupart des sources reconnaissent treize sous-espèces (les quinze présentées ci-dessus auxquelles on soustrait Natrix natrix algirus, qui serait confondue avec Natrix n. astreptophora, et Natrix natrix calabra),, certains auteurs n'en reconnaissent que cinq (N. n. astreptophora, N. n. cetti, N. n. corsa, N. n. helvetica et N. n. natrix), les dernières études menées semblant indiquer que cinq grandes lignées évolutives existent au sein de l'espèce. D'autres études s'avéreraient néanmoins nécessaires pour trancher la question du nombre de sous-espèces de Natrix natrix. En 2017, l'appartenance des couleuvres à collier helvétique et corse à l'espèce Natrix natrix est remise en cause ; il s'agirait de deux sous-espèces de Natrix helvetica, taxon créé à cette occasion : Natrix helvetica helvetica et Natrix helvetica corsa.
L'espèce Natrix megalocephala, présente au sud de la Russie, en Géorgie, en Azerbaïdjan et en Turquie, est parfois considérée comme une sous-espèce de Natrix natrix. En effet, des études génétiques montrent qu'il n'existe pas de divergence génétique notable entre les deux espèces. Natrix megalocephala pourrait être la même sous-espèce que Natrix natrix scutata. En 2013, Kindler et al. la place en synonymie avec Natrix natrix natrix.

## Natrix natrixet l'Homme

### Menaces

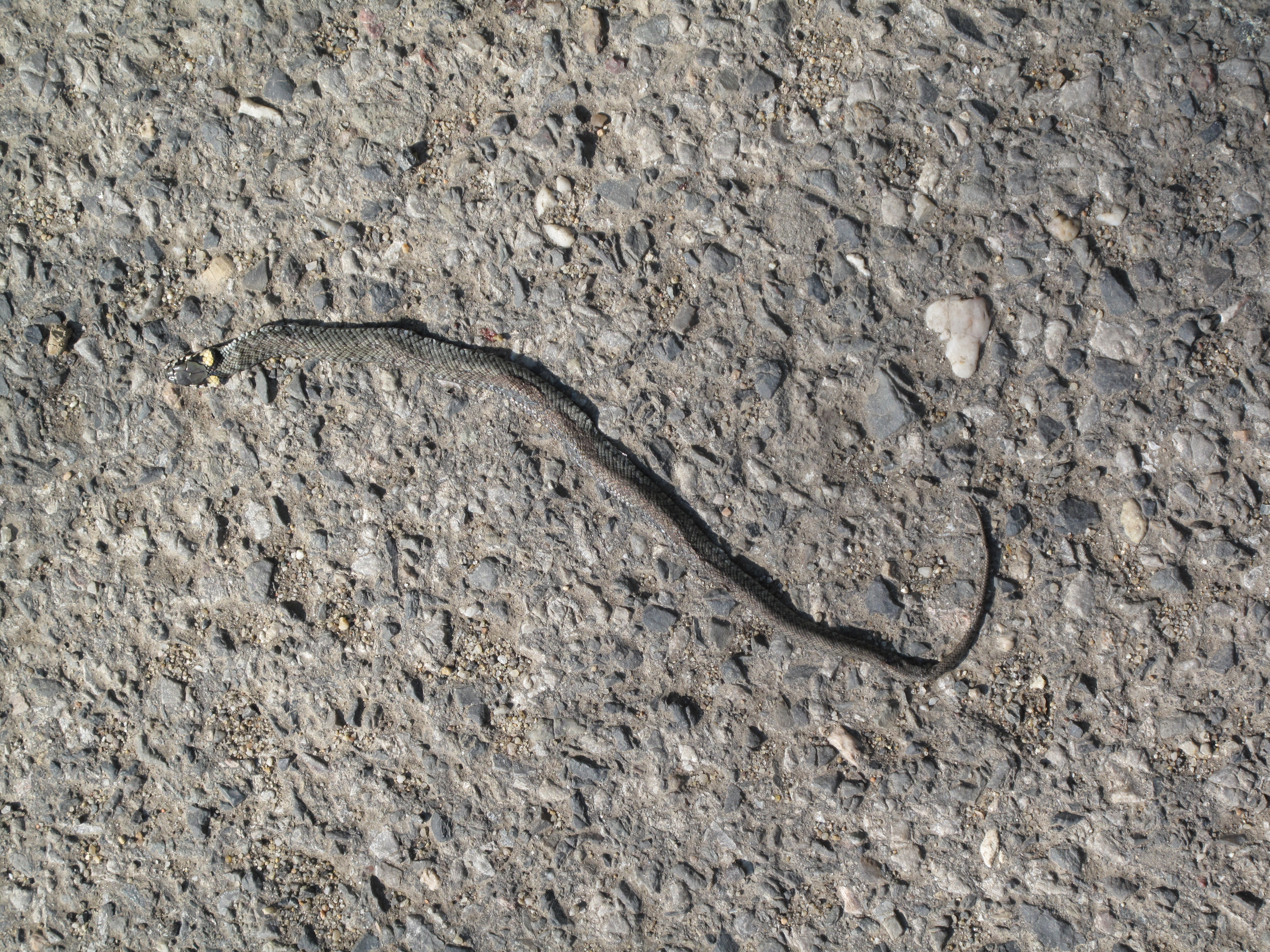
Jeune couleuvre à collier ayant probablement été écrasée par un véhicule.

Bien que l'espèce ait une aire de répartition très étendue au sein de laquelle elle est relativement répandue, certaines populations voient leurs effectifs diminuer. La cause est sans doute une combinaison de plusieurs facteurs liés à l'anthropisation des milieux : artificialisation des berges des cours d'eau, assèchement des zones humides et fragmentation de l'habitat. L'espèce semble très sensible à la dégradation de son habitat, un tel phénomène entraînant un déclin rapide des populations. Par ailleurs, l'espèce est également victime de la circulation routière.
D'autres facteurs liés à l'homme sont responsables du déclin de certaines populations. C'est par exemple le cas de la pollution de l'eau, notamment par les insecticides, ou de l'introduction de prédateurs exogènes, notamment des poissons introduits pour favoriser la pêche de loisir,.
Là où les populations diminuent, on constate que la diminution semble corrélée avec le déclin des populations d'amphibiens, qui vivent dans les mêmes biotopes et constituent leur principal régime alimentaire.
À l'échelle mondiale, Natrix natrix est classée comme faisant l'objet d'une « préoccupation mineure » par l'Union internationale pour la conservation de la nature, à l'exception des deux sous-espèces Natrix natrix cetti et Natrix natrix schweizeri, qui sont considérées comme étant « en danger critique d'extinction »,. Il existe également des spécificités locales puisque, à l'échelle de la France où elle est endémique (plus précisément en Corse), la sous-espèce Natrix natrix corsa est classée comme « quasi menacée ».
Le statut de menace de l'espèce dans plusieurs pays est résumé dans le tableau ci-dessous :
| Liste rouge | Sous-espèce           | Statut                | Référence |
| ----------- | --------------------- | --------------------- | --------- |
| Monde       |                       | En danger critique    |           |
| Monde       | En danger critique    |                       |           |
| Monde       | Préoccupation mineure |                       |           |
| Europe      | Toutes                | Préoccupation mineure | [ 70 ]    |
| Espagne     | Natrix n. helvetica   | Préoccupation mineure | [ 36 ]    |
| France      |                       | Préoccupation mineure |           |
| France      | Natrix n. corsa       | Quasi menacé          |           |
| France      | Natrix n. helvetica   | Préoccupation mineure |           |
| Luxembourg  | Natrix n. helvetica   | Préoccupation mineure | [ 5 ]     |
| Suède       | Natrix n. natrix      | Préoccupation mineure | [ 71 ]    |
| Suède       | Natrix n. gotlandica  | Quasi menacé          | [ 72 ]    |
| Suisse      | Natrix n. helvetica   | Vulnérable            |           |
| Suisse      | Natrix n. natrix      | En danger             |           |
| Wallonie    | Toutes                | Vulnérable            |           |

Par ailleurs, l'espèce Natrix megalocephala, qui est actuellement considérée comme synonyme de Natrix natrix, était considérée comme vulnérable au niveau mondial.
Localement, l'espèce peut être menacée sans que l'UICN ne le mentionne dans sa liste rouge. Ainsi, la sous-espèce Natrix natrix cypriaca, endémique de Chypre, a par exemple été considérée comme éteinte pendant plusieurs décennies avant d'être à nouveau observée, mais dans un état très préoccupant et proche de l'extinction,, sans que cela ne soit mentionné par l'organisation non gouvernementale.

### Protection
Natrix natrix figure à l'annexe III de la convention de Berne de 1982, ce qui signifie qu'elle fait partie des espèces de faune protégées dans l'Union européenne,. Les sous-espèces Natrix natrix cetti et Natrix natrix corsa figurent également à l'annexe IV de la Directive habitats, ce qui signifie que les États membres doivent prendre toutes les mesures nécessaires à leur stricte protection. Par ailleurs, certains pays où l'espèce est présente ont choisi de lui appliquer des mesures de protection. Par exemple, la couleuvre à collier est protégée en France, en Belgique,,, au Luxembourg, au Royaume-Uni et en Suisse. De plus, en 2007, Natrix natrix a été ajoutée au plan d'action pour la biodiversité du Royaume-Uni en tant qu'espèce ayant besoin d'un plus haut niveau de protection.
Plusieurs actions de conservation de la couleuvre à collier sont menées dans son aire de répartition. Ainsi, dans certains pays comme le Royaume-Uni (dans le cadre du plan d'action pour la biodiversité) ou à Chypre (pour protéger la sous-espèce Natrix natrix cypriaca), des programmes d'élevage-réintroduction sont menés,. En France, Belgique et Suisse, des sites de ponte artificiels sont aménagés dans certaines régions qui manquent de sites propices du fait de l'anthropisation des milieux, ce qui a des effets positifs sur les populations.

### Superstitions et légendes
Le zoologiste français Bernard Germain de Lacépède rapporte, en 1789, que la couleuvre à collier fait alors l'objet de plusieurs superstitions. Ainsi, selon lui, en Sardaigne, ce serpent était considéré comme étant de bon augure, et il était imprudent de le chasser de sa maison. Il mentionne également plusieurs légendes ayant alors cours en France, notamment le fait que cette couleuvre serait particulièrement attirée par le lait, allant même jusqu'à aller le chercher à même les pis des vaches.

### Natrix natrixdans la culture

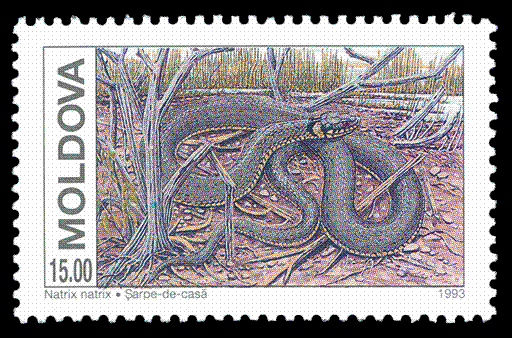
Timbre moldave représentant une couleuvre à collier.

La couleuvre à collier figure sur un timbre moldave datant de 1993, un timbre polonais des environs de 1963, un timbre roumain de 1996, un timbre du Laos de 1994, un timbre du Bénin de 1999 et un timbre hongrois de 1989.
Dans son ouvrage de 1829, Georges Cuvier mentionne que la couleuvre à collier est alors consommée par ses contemporains dans plusieurs régions, sans préciser lesquelles. De plus récentes recherches archéologiques suggèrent que des couleuvres à collier ont pu être utilisées par Homo sapiens, pour leur peau ou à des fins alimentaires, à des époques plus reculées (entre l'âge du fer et l'époque romaine) aux Pays-Bas. Dans le roman Le Parfum, de Patrick Süskind, dont l'action prend place au XVIIIe siècle, le protagoniste Jean-Baptiste Grenouille se nourrit de petites couleuvres à collier, ingurgitant même la peau et les os.

## Publications originales
: document utilisé comme source pour la rédaction de cet article.
- (it) Cattaneo, « I serpenti delle isole greche di Kythnos e Kea (Cicladi occidentali) », Atti della Società italiana di scienze naturali e del museo civico di storia naturale di Milano, vol. 131, no 11,‎ 1990, p. 209-219
- Georges Cuvier, Le Règne animal distribué, d'après son organisation, pour servir de base à l'Histoire naturelle des animaux et d'introduction à l'anatomie comparée : Les Reptiles, vol. 2, Paris, Déterville, 1829, 2e éd., 406 p. (lire en ligne).
- (it) Josefo Gené, « Synopsis reptilium Sardiniae indigenoruni », Memorie della Reale Accademia delle Scienze di Torino, vol. 1,‎ 1838 (lire en ligne).
- (de) Max K. Hecht, « Systematik, Ausbreitungsgeschichte und Ökologie der europäischen Arten der Gattung Tropidonotus (Kuhl) H. Boie », Mitteilungen aus dem Zoologischen Museum in Berlin, vol. 16,‎ 1930
- Bernard Germain de Lacépède, Histoire naturelle des Quadrupèdes ovipares et des Serpens, vol. 2, Hôtel de Thou, Paris, Imprimerie du Roi, 1789, 671 p. (lire en ligne).
- (la) Carl von Linné, Systema naturae per regna tria naturae, secundum classes, ordines, genera, species, cum characteribus, differentiis, synonymis, locis, 1758, 10e éd. (lire en ligne).
- (en) Nilson et Andrén, « Morphology and taxonomic status of the grass snake, Natrix natrix (L.) (Reptilia, Squamata, Colubridae) on the island of Gotland, Sweden », Zoological Journal of the Linnean Society, vol. 72,‎ 1981, p. 355-368
- (de) Peter Simon Pallas, Reise durch verschiedene Provinzen des Russischen Reichs, St. Pétersbourg, Gedruckt bey der Kayserlichen Academie der Wissenschaften, 1771 (lire en ligne)
- (la) Peter Simon Pallas, Zoographia rosso-asiatica: sistens omnium animalium in extenso imperio rossico, et adjacentibus maribus observatorum recensionem, domicilia, mores et descriptiones, anatomen atque icones plurimorum, vol. 3, 1814, 428 p. (lire en ligne)
- (it) Stefano Vanni et Benedetto Lanza, Anfibi, rettili (Amphibia, Reptilia) : Guide Riconoscimento Specie Anim Acque Interne Ital, vol. 27, 1983, 179 p.